# شعر (أغنية)

غلاف الأغنية

شَعْر (بالإنجليزية: Hair)‏ هي أغنية لليدي غاغا نشرت يوم 16 مايو 2011 وكتبتها غاغا ونادر خياط. وتتحدث تتحدث عن الهوية الشخصية وعن الحق في الاختلاف.
تحكي الأغنية عن فتاة مختلفة تريد أن تكون حرة وأن تتصرف بعفوية بدون أن يؤثر هذا الأمر سلبياً على علاقتها مع الآخرين. لكن الفتاة تواجه عدم القبول بداية بأمها التي لا تقبل قصة شعرها المميزة وأبيها الذي لا يحب بطريقة لباسها.

## اللازمة
أريد فقط أن أكون أنا

و أريدكم أن تحبونني كما أنا

أريد فقط أن أكون أنا

و أريد أن تعلمو أنني شعري

## معلومات عن الأغنية
كتبت غاغا في تويتر: أحب هذه الأغنية كثيراً، وتقول في فيديو : عندما كنت صغيرة، ودائماً ندما أنزل في السلم يقول لي والدي: "عودي، غيري تسريحة شعرك وغيري هذا الفستان" وأنا كنت أشعر أنهم يخنقوق هويتي" كما تقول غاغا عن شعرها أنه مجدها وأنه الشيء الوحيد الذي تستطيع تغيره.